# Księżno (Wilczęta)
Pour les articles homonymes, voir Księżno.
Księżno est un village polonais de la voïvodie de Varmie-Mazurie, dans le powiat de Braniewo.